# 27540 Kevinwhite
27540 Kevinwhite este o planetă minoră (asteroid) din centura de asteroizi. A fost descoperită pe 27 aprilie 2000 la Stația Anderson Mesa de Lowell Observatory Near-Earth-Object Search. 
Obiectul prezintă o orbită caracterizată de o semiaxă mare de 2,5444998 UAi, o excentricitate de 0,05, o înclinație de 10,4377 ° în raport cu ecliptica.